# Derrière l'amour (chanson)
Pour les articles homonymes, voir Amour (homonymie).
Singles de Johnny Hallyday
Requiem pour un fou
(1976) Gabrielle
(1976)
Derrière l'amour est une chanson de Johnny Hallyday, sortie en 1976. Extraite de l'album Derrière l'amour auquel elle donne son nom, elle s'inscrit parmi les grands succès du chanteur.

## Histoire
Derrière l'amour est écrite par Pierre Delanoë, sur le thème de l'amour, sur une composition de Toto Cutugno, (qui, sur des paroles de Vito Pallavicini, enregistre une version italienne du titre Dietro l'amore). Elle succède sur les radios et chez les disquaires, à Requiem pour un fou, chanson-tube au succès fulgurant, qu'elle renouvelle et amplifie même en devenant pour Johnny Hallyday, son plus grand hit de la décennie. Accueillies également favorablement par les critiques, elles contribuent à fédérer un plus large public ; Derrière l'amour sort en 45 tours le 9 juin 1976 et précède de quelques semaines la sortie du vingt-et-unième album studio de Johnny Hallyday, dont elle est avec Requiem pour un fou et Gabrielle (publiée en single en septembre), l'un des titres phares et l'un des moments fort du spectacle Johnny Hallyday Story, durant l'automne, au Palais des sports de Paris. Comptant parmi les classiques de son interprète, elle sera régulièrement reprise sur scène.

## Discographie
Johnny Hallyday
1976

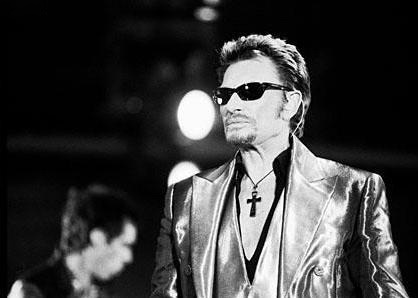
Johnny Hallyday en 2003

- 9 juin, 45 tours Philips 6042160[5] : Derrière l'amour, Joue pas de rock'n'roll pour moi
- 30 juin, 33 tours Philips 9101064[5] : Derrière l'amour

Discographie live :
- 1976 : Johnny Hallyday Story - Palais des sports
- 1979 : Pavillon de Paris : Porte de Pantin
- 1992 : Bercy 92
- 1998 : Stade de France 98 Johnny allume le feu
- 2000 : 100 % Johnny : Live à la tour Eiffel - Happy Birthday Live - Parc de Sceaux 15.06.2000 en duo avec Patrick Bruel (inédit jusqu'en 2020)
- 2006 : Flashback Tour : Palais des sports 2006
- 2009 : Tour 66 : Stade de France 2009

Toto Cutugno
- 1976 : 45 tours CBS 4465[6] : A. Dietro l'amore, B. Come ieri, come oggi, come sempre

## Réception
Le titre se classe n°1 des ventes en France durant 4 semaines au mois de juillet et s’écoule à plus de 600 000 exemplaires.

### Classements hebdomadaires
| Classement (1976) | Meilleure position |
| ----------------- | ------------------ |
| France            | 1                  |